# Хойт, Хомер
Хомер Хойт (англ. Homer Hoyt;  14 июня 1895, Сент-Джозеф, Миссури, США — 29 ноября 1984, Силвер-Спринг, Мэриленд, США) — американский экономист, специализировавшийся на оценке недвижимости, автор секторной модели (модели Хойта), которая формулирует развитие города вдоль транспортных коридоров за счет однородных видов экономической деятельности, а сам город представляет собой круг, разделенный на сектора с различными видами использования земли.

## Биография
Хойт родился в 1895 году в Сент-Джозеф (Миссури), США.  
В 1913 году окончил Канзасский университет  со степенью бакалавра экономики, в 1915 году получил степень магистра экономики в Канзасском университете, а в 1918 году докторскую степень по праву в  Чикагском университете, а после в 1933 году докторскую степень по экономике в  Чикагском университете.
Преподавательскую деятельность начал в 1917 году в Белойт-Колледже, в дальнейшем преподавал экономику в различных университетах:
в 1918—1919 году в  Делавэрском университете,
в 1920 году в  Мичиганском университете,
в 1921—1923 годах в университете Северной Каролины в Чапел-Хилл,
в 1924—1925 годах в Миссурийском университете.
С 1925 года становится консультантом и брокером на рынке недвижимости в Чикаго. Собранные данные в период с 1925 по 1933 год помогли защитить докторскую диссертацию и опубликовать книгу «100 лет оценки земли в Чикаго» в 1933 году.
В 1934—1940 годах Хойт работал экономистом в Федеральной жилищной администрации, а в 1941—1943 годах директором по исследованиям Чикагской плановой комиссии, в 1943—1946 годах директором экономических исследований в Ассоциации регионального плана Нью-Йорка.
В 1946 году преподавал в качестве приглашенного профессора  Массачусетского технологического института и Колумбийского университета.
В 1946—1974 годах Хойт работал в собственной консультационной компании на рынке недвижимости и сам выступал в качестве инвестора, приобретая коммерческую недвижимость.
В 1953 году переехал в Вашингтон, где и остался до конца своей жизни, скончавшись в 29 ноября 1984 года  от пневмонии в Силвер-Спринг (Мэриленд).

## Основной вклад в науку
Хойт сделал значительный вклад в развитие в своей области, разработав новый подход к историческому анализу стоимости земли, который использует первичные данные и методы картирования.
Применив эту методику для оценки жизнеспособности пригородов и разработки стратегий вмешательства, его подход совместим в сочетании таких факторов как состояния жилья, транспортная доступность и доля национальных меньшинств в пригородах, и сопоставляется наложением карт. Данный подход позволяет оценить риски пригородов для ипотечного кредитования. В то время пригороды со смешанными национальными меньшинствами считались нестабильными, «красными» (из-за цвета, используемого на картах для обозначения высокого риска). Из этого подхода возникла секторальная модель, которая заменила модель концентрических зон города Эрнста Бёрджесса .
Хойт предложил метод анализа экономической базы, что позволило муниципальным и государственным органам власти оценивать потенциальный рост населения на основе сочетания базовых и не базовых факторов занятости в рамках собственных экономик, что позволило анализировать прибыльные места для торговых центров и давать оценки их вероятных доходов, а самого Хойта сделала главным консультантом страны по вопросам недвижимости.
Учебник Хойта с принципами анализа недвижимости в соавторстве с А. Веймером выдержал семь изданий, был опубликован в различных профессиональных и академических журналах. Его наследие продолжает Институт имени Хомера Хойта, занимающийся исследованиями рынков недвижимости, и предоставляющий расширенные исследования. Институт работает для повышения квалификации специалистов в области недвижимости.

## Модель Хойта

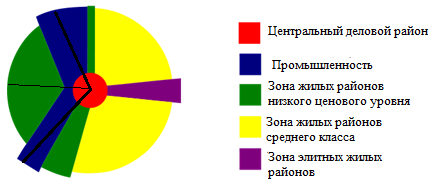
Секторная модель Хойта

Модель Хойта (секторная модель) предложена Х. Хойотом в 1939 году в работе «Структура и рост жилых пригородов в американских городах», является модификацией модели концентрических зон города Э. Бёрджесса  и относится к ранним экспортно ориентированным региональным моделям.

### История создания
Х. Хойт при разработки прогноза роста численности населения городов для определения спроса на новое жилье и оценки необходимых объёмов жилищного строительства исходил из того, что рост региона зависит от экзогенных переменных как в своей первой работе «100 лет оценки земли в Чикаго» 1933 года, так и в последующей работе 1939 года «Структура и рост жилых пригородов в американских городах», где предложил саму модель.

### Секторальная модель
Модель формулируется как развитие территорий вдоль транспортных коридоров (железнодорожных и автомобильных дорог и прочих) за счет однородных видов экономической деятельности. Город представляет собой круг, разделенный на сектора с различными видами использования земли. Виды землепользования, образуясь в центре города или на границе центрального делового района, развиваются вдоль сектора по направлению к границе города .
В связи с тем, что домохозяйства с низким уровнем находятся рядом с железнодорожными путями и коммерческими учреждениями, чтобы быть ближе, Хойт предположил, что города прирастали клиновидными структурами – секторами, исходящих из центрального делового района (ЦДР) и центрируются на основных транспортных маршрутах. Более высокий уровень доступа означает увеличение стоимости земли, а значит коммерческие функции будут оставаться в ЦДР, а производственные функции в секторах, жилые функции развиваются также в секторах, при удалении от промышленных секторов формируются зоны жилых построек с высоким уровнем доходов.

## Память
В 1967 году был основан Институт Хомера Хойта. Это независимый некоммерческий исследовательский и образовательный институт, который способствует повышению качества государственных и частных инвестиционных решений в сфере недвижимости.